# Эльсдорф (Нижняя Саксония)
Эльсдорф (нем. Elsdorf) — община в Германии, в земле Нижняя Саксония.
Входит в состав района Ротенбург-на-Вюмме. Подчиняется управлению Цефен. Население составляет 2072 человека (на 31 декабря 2010 года). Занимает площадь 49,01 км².
Коммуна подразделяется на 10 сельских округов.